# FN-monumentet

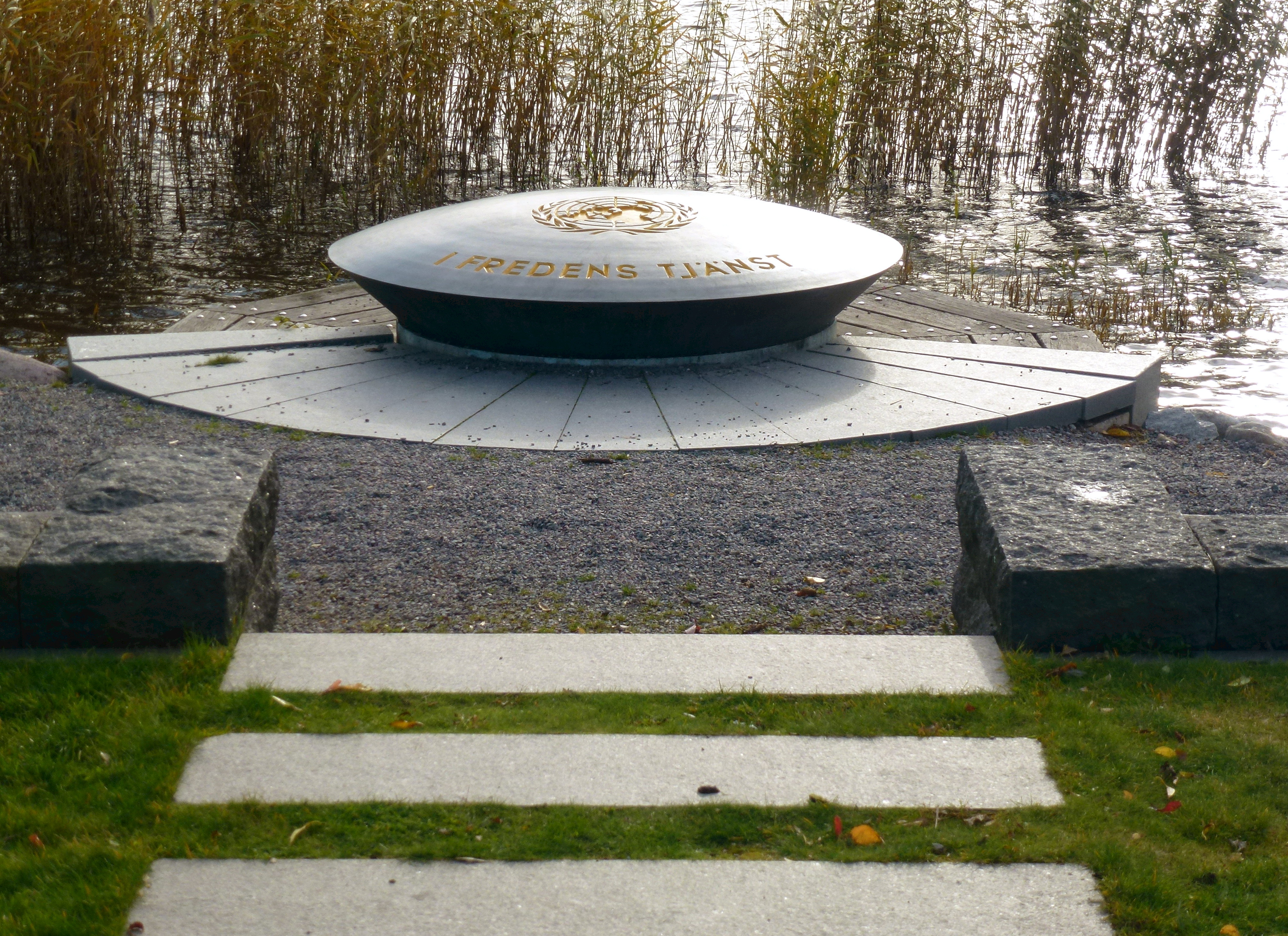
FN-monumentet på Djurgården i Stockholm.

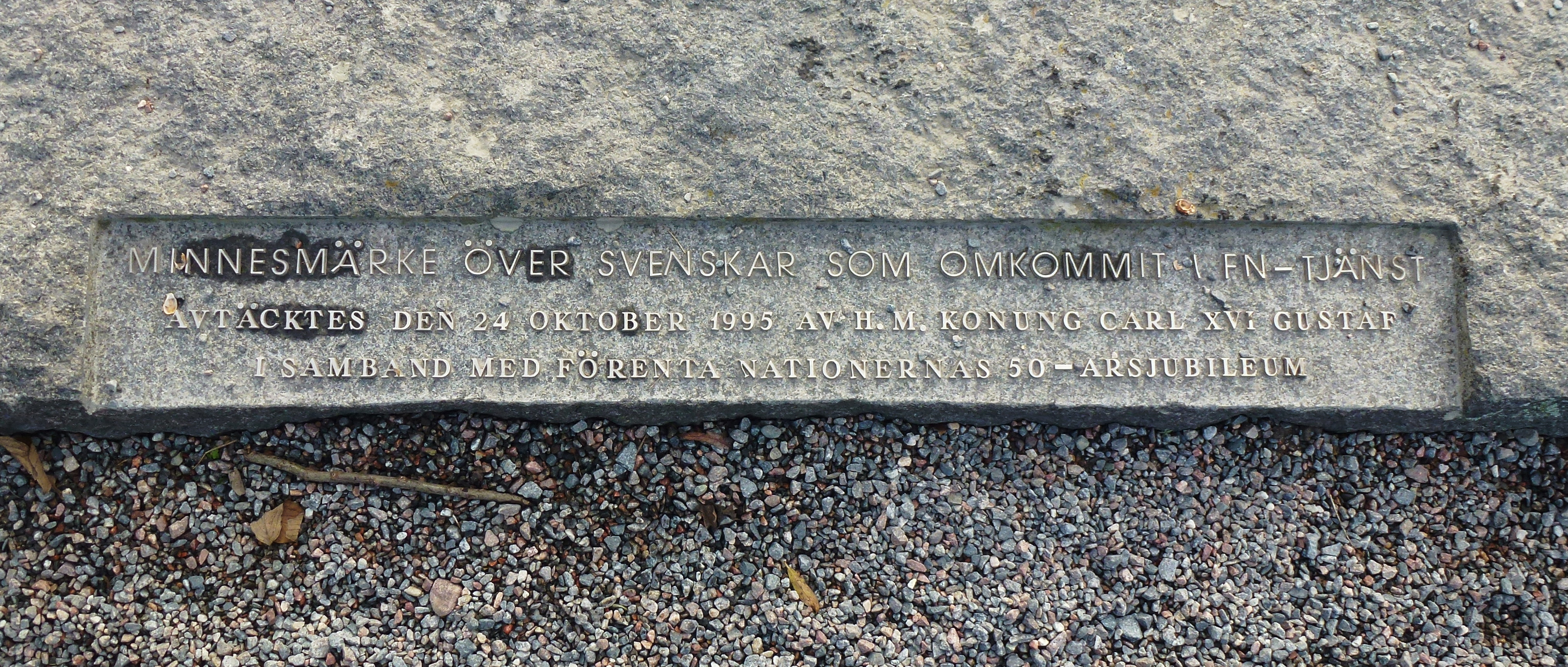
FN-monumentets inskription.

FN-monumentet är ett minnesmärke ägnat de svenskar som omkommit i FN-tjänst, beläget vid Djurgårdsbrunnsvikens strand, nära Sjöhistoriska museet, på Gärdet i Stockholm. Monumentet invigdes 1995. Den 29 maj högtidlighålls årligen Veterandagen i anslutning till FN-monumentet och det 2013 i närheten uppförda veteranminnesmärket Restare.
För skulpturens framtagande ansvarade Statens konstråd, Försvarsdepartementet, Kamratföreningen Bataljonen, Djurgårdsförvaltningen och Stockholms konstråd. Konstverket är gjort av brons och granit. Det står delvis i Djurgårdsbrunnsvikens vatten, är uppvärmt och håller sig snöfritt vintertid. FN-monumentet är skapat av Liss Eriksson. Skulpturen ägs och förvaltas av Statens Fastighetsverk. Den allra första skissen till utformningen utfördes av dåvarande chefen för Ast/FN överste av 1:a graden Sten Wiberg.[källa behövs]
I närheten finns minnesbysten över Folke Bernadotte, skapad av den norska skulptören Solveyg W. Schafferer och rest i september 2010. Lite längre västerut står det 2013 uppförda Restare, ett minnesmärke över svenska veteraner, formgiven av Monika Larsen Dennis.